# James Ward-Prowse
James Michael Edward Ward-Prowse sul punto di battuta, meglio noto come  James Ward-Prowse (Portsmouth, 1º novembre 1994), è un calciatore inglese, centrocampista del West Ham Utd.

## Biografia
È figlio di un avvocato, ma già a otto anni decide di diventare un calciatore e così, nonostante la famiglia sia grande tifosa della squadra di casa, il Portsmouth, entra nell'academy dei biancorossi di Southampton, grandi rivali del Pompey.

## Caratteristiche tecniche
Ward-Prowse agisce prevalentemente da regista davanti alla difesa o da mezzala offensiva, possiede grande tecnica, intelligenza tattica e visione di gioco, dimostrando sacrificio e compostezza in fase di possesso e non possesso del pallone. È inoltre un grande specialista dei calci piazzati. È il secondo giocatore ad aver segnato più gol su calcio di punizione diretto in Premier League con 17 trasformazioni.

## Carriera

### Club
Prodotto delle giovanili del Southampton, nel 2011 esordisce con la maglia dei Saints a soli 16 anni in League Cup contro il Crystal Palace. Fa il suo debutto nella massima serie inglese nella gara d'apertura della Premier League 2012-2013 contro il Manchester City. L'11 aprile 2015 segna il suo primo gol in campionato contro l'Hull City.
Il 13 maggio 2016 trova l'accordo col club inglese per estendere il proprio contratto in scadenza, rinnovandolo fino al 2022.
Dopo aver rifiutato un'offerta avanzata dall'Aston Villa per unirsi alla squadra dei Villans, il 19 agosto 2021, con un solo anno rimanente del contratto precedente, raggiunge l'intesa con i Santi per firmare un contratto quinquennale, rendendolo valido fino al 2027.
Il 14 agosto 2023 viene acquistato dal West Ham Utd.
Il 30 agosto 2024 viene ceduto in prestito al Nottingham Forest.

### Nazionale
Con la Nazionale Under-20 inglese ha preso parte al Mondiale 2013 di categoria, giocando tutte e 3 le partite del girone eliminatorio. Dal 2013 è nel giro dell'Under-21, con cui ha disputato gli Europei 2015 in Repubblica Ceca e gli Europei 2017 in Polonia, figurando in quest'ultima rassegna continentale in qualità di capitano.
Il 22 marzo 2017 ha debuttato in Nazionale maggiore, subentrando nel finale di un'amichevole giocata a Dortmund contro la Germania, terminata con la vittoria per 1-0 dei tedeschi. Il 25 marzo 2021, in occasione del rotondo successo per 5-0 contro San Marino, realizza la sua prima rete per la nazionale dei Tre Leoni.

## Statistiche

### Presenze e reti nei club
Statistiche aggiornate al 14 settembre 2024
| Stagione           | Squadra            | Campionato         | Campionato | Campionato | Coppe nazionali | Coppe nazionali | Coppe nazionali | Coppe continentali | Coppe continentali | Coppe continentali | Altre coppe | Altre coppe | Altre coppe | Totale | Totale |
| Stagione           | Squadra            | Comp               | Pres       | Reti       | Comp            | Pres            | Reti            | Comp               | Pres               | Reti               | Comp        | Pres        | Reti        | Pres   | Reti   |
| ------------------ | ------------------ | ------------------ | ---------- | ---------- | --------------- | --------------- | --------------- | ------------------ | ------------------ | ------------------ | ----------- | ----------- | ----------- | ------ | ------ |
| 2011-2012          | Southampton        | FLC                | 0          | 0          | FACup+CdL       | 1+1             | 1+0             | -                  | -                  | -                  | -           | -           | -           | 2      | 1      |
| 2012-2013          | Southampton        | PL                 | 15         | 0          | FACup+CdL       | 1+3             | 0               | -                  | -                  | -                  | -           | -           | -           | 19     | 0      |
| 2013-2014          | Southampton        | PL                 | 34         | 0          | FACup+CdL       | 3+2             | 0               | -                  | -                  | -                  | -           | -           | -           | 39     | 0      |
| 2014-2015          | Southampton        | PL                 | 25         | 1          | FACup+CdL       | 3+2             | 0               | -                  | -                  | -                  | -           | -           | -           | 30     | 1      |
| 2015-2016          | Southampton        | PL                 | 33         | 2          | FACup+CdL       | 1+2             | 0               | UEL                | 3                  | 0                  | -           | -           | -           | 38     | 2      |
| 2016-2017          | Southampton        | PL                 | 30         | 4          | FACup+CdL       | 2+5             | 0               | UEL                | 6                  | 0                  | -           | -           | -           | 43     | 4      |
| 2017-2018          | Southampton        | PL                 | 30         | 3          | FACup+CdL       | 2+1             | 1+0             | -                  | -                  | -                  | -           | -           | -           | 33     | 4      |
| 2018-2019          | Southampton        | PL                 | 26         | 7          | FACup+CdL       | 2+1             | 0               | -                  | -                  | -                  | -           | -           | -           | 29     | 7      |
| 2019-2020          | Southampton        | PL                 | 38         | 5          | FACup+CdL       | 3+3             | 0               | -                  | -                  | -                  | -           | -           | -           | 44     | 5      |
| 2020-2021          | Southampton        | PL                 | 38         | 8          | FACup+CdL       | 5+1             | 1+0             | -                  | -                  | -                  | -           | -           | -           | 44     | 9      |
| 2021-2022          | Southampton        | PL                 | 36         | 10         | FACup+CdL       | 4+2             | 1+0             | -                  | -                  | -                  | -           | -           | -           | 42     | 11     |
| 2022-2023          | Southampton        | PL                 | 38         | 9          | FACup+CdL       | 2+5             | 1+1             | -                  | -                  | -                  | -           | -           | -           | 45     | 11     |
| ago. 2023          | Southampton        | FLC                | 1          | 0          | FACup+CdL       | 0+0             | 0+0             | -                  | -                  | -                  | -           | -           | -           | 1      | 0      |
| Totale Southampton | Totale Southampton | Totale Southampton | 344        | 49         |                 | 57              | 6               |                    | 9                  | 0                  |             | -           | -           | 410    | 55     |
| 2023-2024          | West Ham Utd       | PL                 | 37         | 7          | FACup+CdL       | 2+2             | 0+0             | UEL                | 10                 | 0                  | -           | -           | -           | 51     | 7      |
| ago.2024           | West Ham Utd       | PL                 | 1          | 0          | FACup+CdL       | 0+1             | 0               | -                  | -                  | -                  | -           | -           | -           | 2      | 0      |
| Totale West Ham    | Totale West Ham    | Totale West Ham    | 38         | 7          |                 | 5               | 0               |                    | 10                 | 0                  |             | -           | -           | 53     | 7      |
| 2024-2025          | Nottingham Forest  | PL                 | 1          | 0          | FACup+CdL       | 0+0             | 0               | -                  | -                  | -                  | -           | -           | -           | 1      | 0      |
| Totale carriera    | Totale carriera    | Totale carriera    | 383        | 56         |                 | 62              | 6               |                    | 19                 | 0                  |             | -           | -           | 464    | 62     |

### Cronologia presenze e reti in nazionale
| Cronologia completa delle presenze e delle reti in nazionale ― Inghilterra | Cronologia completa delle presenze e delle reti in nazionale ― Inghilterra | Cronologia completa delle presenze e delle reti in nazionale ― Inghilterra | Cronologia completa delle presenze e delle reti in nazionale ― Inghilterra | Cronologia completa delle presenze e delle reti in nazionale ― Inghilterra | Cronologia completa delle presenze e delle reti in nazionale ― Inghilterra | Cronologia completa delle presenze e delle reti in nazionale ― Inghilterra | Cronologia completa delle presenze e delle reti in nazionale ― Inghilterra |
| Data                                                                       | Città                                                                      | In casa                                                                    | Risultato                                                                  | Ospiti                                                                     | Competizione                                                               | Reti                                                                       | Note                                                                       |
| -------------------------------------------------------------------------- | -------------------------------------------------------------------------- | -------------------------------------------------------------------------- | -------------------------------------------------------------------------- | -------------------------------------------------------------------------- | -------------------------------------------------------------------------- | -------------------------------------------------------------------------- | -------------------------------------------------------------------------- |
| 22-3-2017                                                                  | Londra                                                                     | Germania                                                                   | 1 – 0                                                                      | Inghilterra                                                                | Amichevole                                                                 | -                                                                          | 83’                                                                        |
| 25-3-2019                                                                  | Podgorica                                                                  | Montenegro                                                                 | 1 – 5                                                                      | Inghilterra                                                                | Qual. Euro 2020                                                            | -                                                                          | 82’                                                                        |
| 5-9-2020                                                                   | Reykjavík                                                                  | Islanda                                                                    | 0 – 1                                                                      | Inghilterra                                                                | UEFA Nations League 2020-2021 - 1º turno                                   | -                                                                          |                                                                            |
| 8-10-2020                                                                  | Londra                                                                     | Inghilterra                                                                | 3 – 0                                                                      | Galles                                                                     | Amichevole                                                                 | -                                                                          | 75’                                                                        |
| 25-3-2021                                                                  | Londra                                                                     | Inghilterra                                                                | 5 – 0                                                                      | San Marino                                                                 | Qual. Mondiali 2022                                                        | 1                                                                          |                                                                            |
| 28-3-2021                                                                  | Tirana                                                                     | Albania                                                                    | 0 – 2                                                                      | Inghilterra                                                                | Qual. Mondiali 2022                                                        | -                                                                          | 71’                                                                        |
| 2-6-2021                                                                   | Middlesbrough                                                              | Inghilterra                                                                | 1 – 0                                                                      | Austria                                                                    | Amichevole                                                                 | -                                                                          | 62’                                                                        |
| 6-6-2021                                                                   | Middlesbrough                                                              | Inghilterra                                                                | 1 – 0                                                                      | Romania                                                                    | Amichevole                                                                 | -                                                                          | 65’                                                                        |
| 9-10-2021                                                                  | Andorra la Vella                                                           | Andorra                                                                    | 0 – 5                                                                      | Inghilterra                                                                | Qual. Mondiali 2022                                                        | 1                                                                          |                                                                            |
| 29-3-2022                                                                  | Londra                                                                     | Inghilterra                                                                | 3 – 0                                                                      | Costa d'Avorio                                                             | Amichevole                                                                 | -                                                                          | 79’                                                                        |
| 11-6-2022                                                                  | Wolverhampton                                                              | Inghilterra                                                                | 0 – 0                                                                      | Italia                                                                     | UEFA Nations League 2022-2023 - 1º turno                                   | -                                                                          | 82’                                                                        |
| Totale                                                                     |                                                                            | Presenze                                                                   | 11                                                                         |                                                                            | Reti                                                                       | 2                                                                          |                                                                            |